# Jonathan N. Myles
Jonathan N. Myles (* 24. Juli 1982) ist ein US-amerikanischer Rennrodler.
Er begann mit dem Sport 1999 und ist seit 2002 Mitglied der amerikanischen Rodel-Nationalmannschaft. In der Saison 2001/2002 gewann er bei den Juniorenweltmeisterschaften in Innsbruck die Bronzemedaille, verpasste aber die Qualifikation für die Olympischen Winterspiele 2002 in Salt Lake City. Für die Olympischen Winterspiele 2006 in Turin schaffte er die Qualifikation und belegte den 18. Platz.